# Climatius
Climatius is een geslacht van uitgestorven vissen uit de familie der stekelhaaien (Acanthodii) die leefden in het Laat-Siluur en Vroeg-Devoon.

## Kenmerken
Hoewel het een kleine vis was van 7,5 centimeter, droeg Climatius in totaal vijftien scherpe stekels en meerdere vinnen om roofdieren te ontmoedigen. Hoewel het een kleine vis was van 7,5 centimeter, droeg Climatius in totaal vijftien scherpe stekels. De beide rugvinnen hadden een krachtige stekel aan de voorzijde, die ondiep in de huid wortelde. Aan de achterzijde bevond zich een grote aarsvin en aan de voorzijde een paar borstvinnen, alle bezet met een stekel. Aan de onderkant van het lichaam bevonden zich vijf paar buikstekels, maar vinnen hadden deze vissen niet. De bovenkaak was tandeloos, maar de onderkaak bevatte een krans van tanden die bij slijtage werden vervangen. De haaiachtige staart had een naar boven gerichte lob. Er was één ruggengraat elk op de gepaarde bekken- en borstvinnen en op de enkelvoudige anale en twee rugvinnen en nog eens vier paren zonder vinnen aan de onderkant van de vis.

## Leefwijze
Aan de hand van de stabiliserende vinnen en de haaiachtige staart kan men concluderen dat dit actieve zwemmers waren, die waarschijnlijk hadden gejaagd op andere vissen en schaaldieren.. Deze vaardigheid en een goed nauwsluitend harnas van beenschubben beschermden de vissen tegen aanvallen van grotere roofvissen en pijlinktvissen. Het voedsel bestond uit kreeftachtigen en visbroed, die met de goed ontwikkelde ogen werden opgespoord, wat suggereert dat het op zicht jaagde. Het jachtgebied lag vermoedelijk aan het wateroppervlak of de waterlagen daar vlak onder.

## Vondsten
Vondsten zijn gedaan in Europa (Engeland) en Noord-Amerika (Canada).

## Soorten
- Climatius grandis Powrie 1870 †
- Climatius latispinosus Whiteaves 1881 †
- Climatius reticulatus Agassiz 1845 †
- Climatius scutiger Egerton 1860 †
- Climatius uncinatus Powrie 1864 †